# Рибалочка смугастоволий
Риба́лочка смугастоволий (Alcedo euryzona) — вид сиворакшоподібних птахів родини рибалочкових (Alcedinidae). Ендемік Індонезії.

## Поширення
Вид поширений лише на острові Ява. Рідкісний птах, є дуже обмежена кількість підтверджених записів з 1930-х років. Серед них два повідомлення про птахів, помічених у національному парку Гунунг-Халімун у червні 2009 року, а також подальші спостереження в тому самому районі в серпні 2014 року. Існують також інші потенційні записи з Конданг Мерак (південний Маланг) і з Воносалема (Східна Ява) у липні 1995, але його не було помічено під час нещодавніх візитів у цей район
Його природні місця існування — це субтропічні або тропічні вологі рівнинні ліси, субтропічні або тропічні мангрові ліси та річки.

## Опис
Це маленький, досить темний рибалочка. Самець дуже характерний, із широкою синьо-зеленою смугою на білих грудях. Самка з помаранчевим животом; відрізняється від блакитного рибалочки (A. atthis) тьмянішим, темнішим забарвленням і відсутністю яскравої біло-помаранчевої плями позаду ока.